# 8664 Grigorijrichters
8664 Grigorijrichters è un asteroide della fascia principale. Scoperto nel 1991, presenta un'orbita caratterizzata da un semiasse maggiore pari a 2,3656340 UA e da un'eccentricità di 0,0971352, inclinata di 7,06692° rispetto all'eclittica.